# Belle-Isle-en-Terre
Belle-Isle-en-Terre (tiếng Breton: Benac'h) là một xã của tỉnh Côtes-d’Armor, thuộc vùng Bretagne, tây bắc Pháp.

## Dân số
Người dân ở Belle-Isle-en-Terre được gọi là Bellilois.